# Avalon (Kalifornia)
Avalon – miasto leżące nad zatoką Avalon Bay, na wyspie Santa Catalina w hrabstwie Los Angeles w Kalifornii w Stanach Zjednoczonych. Według United States Census Bureau miasto zajmuje powierzchnię 7,6 km². Populacja według danych z roku 2010 wynosiła 3728 mieszkańców.
Avalon jest wiejsko-miejskim nadbrzeżnym miasteczkiem, ze zorientowanymi na turystów przedsiębiorstwami usługowymi stojącymi wzdłuż linii brzegowej. Oprócz samego miasta najważniejszymi atrakcjami są rozmaite szlaki turystyczne prowadzące na otaczające miasto wzgórza oraz ogród botaniczny Wrigley Memorial and Botanical Garden położony niedaleko miasta, na południowo-zachodnich wzgórzach.
Starsza część miasta, bliżej linii brzegowej jest zdominowana przez małe domy i dwu-, trzypiętrowe budynki w różnorodnych tradycyjnych stylach architektonicznych. Znajduje się tam też kilka większych apartamentowców wtulonych we wzgórza, daleko od linii brzegowej, w związku z tym, nie są widoczne na większości pocztówek z Avalon.
Miasto posiada kilka linii promowych łączących wyspę z Newport Beach, San Pedro, Long Beach, Marina del Rey i Dana Point. 10 mil na zachód od Avalon znajduje się port lotniczy Catalina (kod IATA: AVX).